# Aldo Bet
Aldo Bet (Mareno di Piave, 26 marzo 1949 – Varese, 12 novembre 2023) è stato un calciatore e allenatore di calcio italiano, di ruolo stopper.

## Caratteristiche tecniche
Stopper arcigno ed abile nella marcatura, Bet denunciava qualche impaccio nel gioco di appoggio per via del tocco non limpidissimo, ma si distinse per la costanza di rendimento.

## Carriera

### Club

Bet con la maglia della Roma nel 1971

Entrò in giovane età nel vivaio dell'Inter. In seguito passò dai nerazzurri alla Roma di Helenio Herrera. Dopo la stagione 1972-1973, i giallorossi cedettero lo stopper al Verona, facendolo uscire inoltre dal giro della Nazionale.
Il campionato dei gialloblù terminò con la salvezza, e Bet nel 1974 si trasferì al Milan. In rossonero disputò sette stagioni contribuendo da titolare alla conquista della Coppa Italia 1976-1977 e al raggiungimento del decimo scudetto (1978-1979), quello della stella.
Declassato nelle ultime due stagioni tra le riserve del club meneghino, nel 1981 scese in Serie C1 con il Campania, squadra con cui chiuse l'attività agonistica.
In ben 15 anni di carriera non andò mai a rete in gare di campionato e le sue uniche 3 realizzazioni ufficiali sono riferite alla Coppa Italia.

### Nazionale
Esordì in Nazionale il 20 febbraio 1971, a Cagliari, nell'amichevole persa per 1-2 contro la Spagna. Venne impiegato ancora il 20 novembre dello stesso anno, a Roma, contro l'Austria, in un incontro valido per le Qualificazioni al campionato europeo di calcio 1972 e terminato 2-2.
Disputò anche 4 incontri con la Nazionale Under-23 e due nella Rappresentativa Giovanile.

### Allenatore
Conclusa la carriera agonistica a Napoli, Bet intraprese per alcuni anni quella di allenatore, sempre in Campania, in squadre come Nola, Frattese, Campania, Savoia, fino al 1987, anno del suo ritiro dall'attività professionistica.

## Statistiche

### Presenze e reti nei club
| Stagione        | Squadra         | Campionato      | Campionato | Campionato | Coppe nazionali | Coppe nazionali | Coppe nazionali | Coppe continentali | Coppe continentali | Coppe continentali | Altre coppe | Altre coppe | Altre coppe | Totale | Totale |
| Stagione        | Squadra         | Comp            | Pres       | Reti       | Comp            | Pres            | Reti            | Comp               | Pres               | Reti               | Comp        | Pres        | Reti        | Pres   | Reti   |
| --------------- | --------------- | --------------- | ---------- | ---------- | --------------- | --------------- | --------------- | ------------------ | ------------------ | ------------------ | ----------- | ----------- | ----------- | ------ | ------ |
| 1967-1968       | Inter           | A               | 8          | 0          | CI              | 0               | 0               | -                  | -                  | -                  | -           | -           | -           | 8      | 0      |
| 1968-1969       | Roma            | A               | 13         | 0          | CI              | 9               | 0               | -                  | -                  | -                  | -           | -           | -           | 22     | 0      |
| 1969-1970       | Roma            | A               | 28         | 0          | CI              | 3               | 0               | CdC                | 9                  | 0                  | CdL+CAI     | 1+4         | 0           | 45     | 0      |
| 1970-1971       | Roma            | A               | 30         | 0          | CI              | 5               | 0               | -                  | -                  | -                  | CAI+TP      | 3+4         | 0           | 42     | 0      |
| 1971-1972       | Roma            | A               | 30         | 0          | CI              | 4               | 0               | -                  | -                  | -                  | CAI         | 5           | 0           | 39     | 0      |
| 1972-1973       | Roma            | A               | 29         | 0          | CI              | 4               | 1               | -                  | -                  | -                  | CAI         | 4           | 0           | 37     | 1      |
| Totale Roma     | Totale Roma     | Totale Roma     | 130        | 0          |                 | 25              | 1               |                    | 9                  | 0                  |             | 21          | 0           | 185    | 1      |
| 1973-1974       | Verona          | A               | 30         | 0          | CI              | 3               | 0               | -                  | -                  | -                  | -           | -           | -           | 33     | 0      |
| 1974-1975       | Milan           | A               | 29         | 0          | CI              | 8               | 0               | -                  | -                  | -                  | -           | -           | -           | 37     | 0      |
| 1975-1976       | Milan           | A               | 28         | 0          | CI              | 4               | 0               | CU                 | 8                  | 0                  | -           | -           | -           | 40     | 0      |
| 1976-1977       | Milan           | A               | 26         | 0          | CI              | 11              | 1               | CU                 | 5                  | 0                  | -           | -           | -           | 42     | 1      |
| 1977-1978       | Milan           | A               | 25         | 0          | CI              | 6               | 0               | CdC                | 1                  | 0                  | -           | -           | -           | 32     | 0      |
| 1978-1979       | Milan           | A               | 17         | 0          | CI              | 4               | 1               | CU                 | 6                  | 0                  | -           | -           | -           | 27     | 1      |
| 1979-1980       | Milan           | A               | 14         | 0          | CI              | 6               | 0               | CC                 | 1                  | 0                  | -           | -           | -           | 21     | 0      |
| 1980-1981       | Milan           | B               | 5          | 0          | CI              | 0               | 0               | -                  | -                  | -                  | -           | -           | -           | 5      | 0      |
| Totale Milan    | Totale Milan    | Totale Milan    | 144        | 0          |                 | 39              | 2               |                    | 21                 | 0                  |             | -           | -           | 204    | 2      |
| 1981-1982       | Campania        | C1              | 7          | 0          | CI-C            | ?               | ?               | -                  | -                  | -                  | -           | -           | -           | 7+     | 0+     |
| Totale carriera | Totale carriera | Totale carriera | 319        | 0          |                 | 67+             | 3+              |                    | 30                 | 0                  |             | 21          | 0           | 437+   | 3+     |

### Cronologia presenze e reti in nazionale
| Cronologia completa delle presenze e delle reti in nazionale ― Italia | Cronologia completa delle presenze e delle reti in nazionale ― Italia | Cronologia completa delle presenze e delle reti in nazionale ― Italia | Cronologia completa delle presenze e delle reti in nazionale ― Italia | Cronologia completa delle presenze e delle reti in nazionale ― Italia | Cronologia completa delle presenze e delle reti in nazionale ― Italia | Cronologia completa delle presenze e delle reti in nazionale ― Italia | Cronologia completa delle presenze e delle reti in nazionale ― Italia |
| Data                                                                  | Città                                                                 | In casa                                                               | Risultato                                                             | Ospiti                                                                | Competizione                                                          | Reti                                                                  | Note                                                                  |
| --------------------------------------------------------------------- | --------------------------------------------------------------------- | --------------------------------------------------------------------- | --------------------------------------------------------------------- | --------------------------------------------------------------------- | --------------------------------------------------------------------- | --------------------------------------------------------------------- | --------------------------------------------------------------------- |
| 20-2-1971                                                             | Cagliari                                                              | Italia                                                                | 1 – 2                                                                 | Spagna                                                                | Amichevole                                                            | -                                                                     |                                                                       |
| 20-11-1971                                                            | Roma                                                                  | Italia                                                                | 2 – 2                                                                 | Austria                                                               | Qual. Euro 1972                                                       | -                                                                     |                                                                       |
| Totale                                                                |                                                                       | Presenze                                                              | 2                                                                     |                                                                       | Reti                                                                  | 0                                                                     |                                                                       |

### Statistiche da allenatore

#### Club
| Stagione  | Squadra | Campionato | Campionato | Campionato | Campionato | Campionato | Coppe nazionali | Coppe nazionali | Coppe nazionali | Coppe nazionali | Coppe nazionali | Totale | Totale | Totale | Totale | % Vittorie | Piazz. |
| Stagione  | Squadra | Comp       | G          | V          | N          | P          | Comp            | G               | V               | N               | P               | G      | V      | N      | P      | %          | Piazz. |
| --------- | ------- | ---------- | ---------- | ---------- | ---------- | ---------- | --------------- | --------------- | --------------- | --------------- | --------------- | ------ | ------ | ------ | ------ | ---------- | ------ |
| 1983-1984 | Nola    | Int.       | 30         | 13         | 11         | 6          | CI-D            | 2               | 0               | 1               | 1               |        | 32     | 13     | 12     | 7          | 40,63  |

## Palmarès

### Giocatore

#### Club

##### Competizioni nazionali
- Campionato italiano: 1

Milan: 1978-1979
- Coppa Italia: 2

Roma: 1968-1969
Milan: 1976-1977
- Campionato italiano di Serie B: 1

Milan: 1980-1981
- Trofeo Nazionale di Lega Armando Picchi: 1

Roma: 1971

##### Competizioni internazionali
- Coppa Anglo-Italiana: 1

Roma: 1972